# Dysauxes quadripunctata
Dysauxes quadripunctata là một loài bướm đêm thuộc phân họ Arctiinae, họ Erebidae.